# Rafael J. Tello
Rafael J. Tello (Mèxic D. F., 5 de setembre de 1872 - 1946) fou un compositor i pianista mexicà.
D'infant fou iniciat a l'estudi de la música per la seva mare, sent després deixeble de Carlos J. Menses i Ricardo Castro i Herrera. Als dotze anys va compondre les seves primeres obres, dant-se a conèixer, a més, com a executant. El seu pare, que desitjava dedicar-lo a l'advocacia, no ho va poder assolir degut a la manifesta vocació per l'infant.
El 1902 ingressà com a professor en el Conservatori nacional, desenvolupant les classes de composició i Piano fins al 1915, que fou elevat a la direcció. Conseller de la Secció de Cultura Estètica i fundador del Conservatori Libre, institució modèlica única en el seu gènere, la direcció de la qual gaudí per votació dels professors del Conservatori Nacional de Música, i secretari general del II Congrés Nacional de Música de Mèxic i individu honorari de l'Ateneu Musical, del qual consell directiu formà part.
Va compondre quatre òperes:
- Juno;
- Bravo;
- Due amore;
- El oidor;
- nou quartets, i gran nombre de peces per a orquestra, piano, veus i instruments diversos.